# Sztrij
Sztrij (ukránul Стрий, lengyelül Stryj) ukrajnai város, a Lvivi terület Sztriji járásának központja. A hasonló nevű folyó mentén fekvő járási jogú városnak 2017-ben 59 325 lakosa volt.

## Nevének eredete

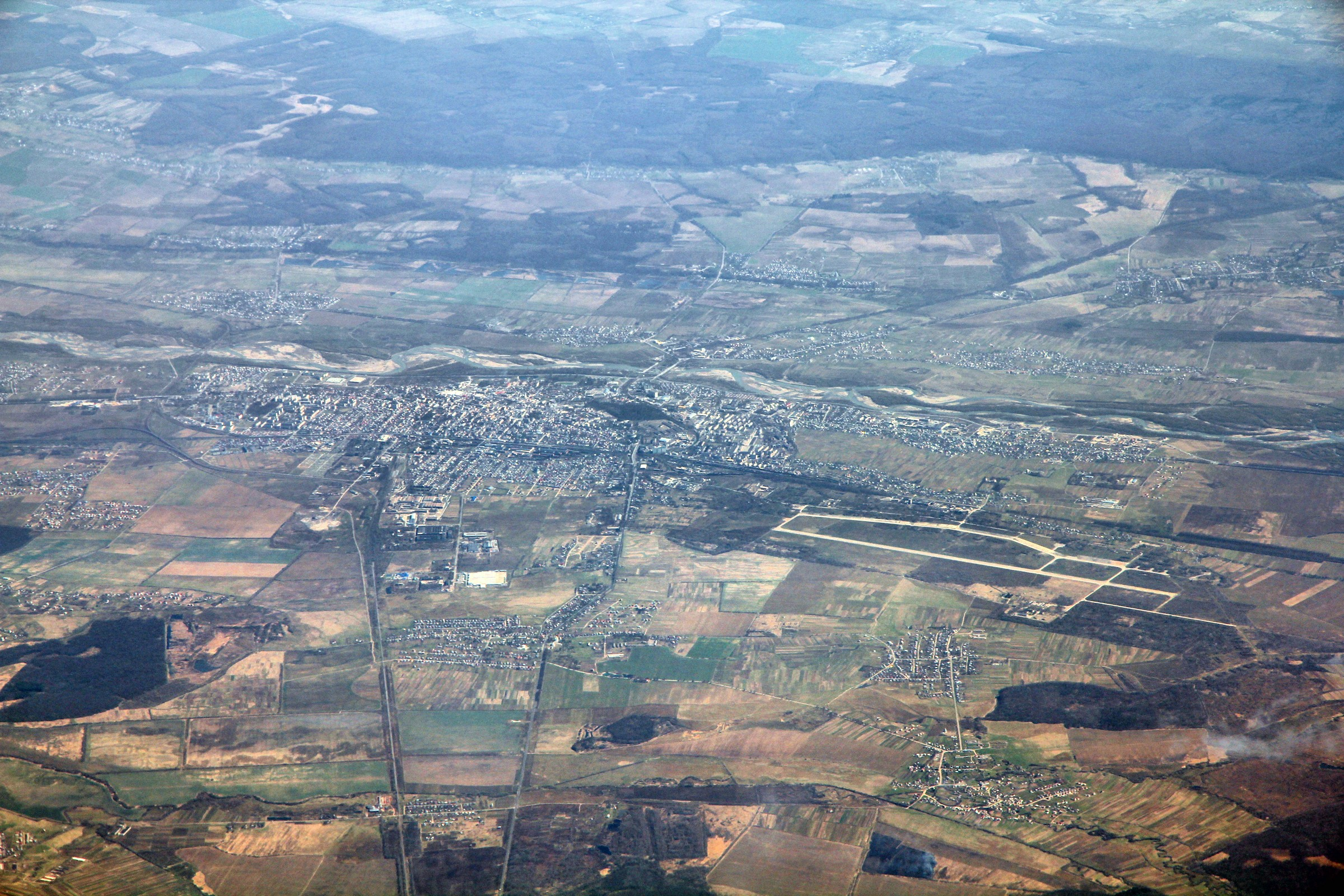
Sztrij légi felvételen. Jobbra a repülőtér látható

A város a Sztrij folyóról, a Dnyeszter egyik legnagyobb mellékfolyójáról kapta a nevét. A szó a folyóvizet, áramlatot jelentő indoeurópai *sreu tőből eredeztethető, innen származik a hasonló jelentésű ukrán струм, струя, a lengyel struga, strumień, a német Strom vagy a litván sriatas, strautas. A középkori (főleg lengyel/latin) írásmód néha eltért a maitól: Stryg, Stry, Stryj, Strig, Strigenses stb. változatok ismertek. Története során a város végig megtartotta nevét.

## Elhelyezkedése
Sztrij a Lvivi terület délnyugati részén (Lvivtől 67 km-re), a Sztrij folyó bal partján, a Kárpátok vonulatától közvetlenül északkeletre fekvő Sztriji-Szjani felföld dombsági részén terül el. A nemzetközi jelentőségú vasutak és közutak mentén elhelyezkedő város közelében olyan idegenforgalmi szempontból jelentős helyszínek találhatók, mint Morsin, Truszkavec és Szlavszke gyógyfürdői vagy a Kárpátok hegyei. Éghajlata mérsékelt kontinentális; az évi napfényes napok száma 50, az éves csapadék 750–800 mm. A júliusi átlaghőmérséklet 18,0 °C, a januári 4 °C. A Sztrij folyó időnként megáradhat, a legnagyobb árvizekre 1927-ben, 1941-ben (ekkor éhínséget is okozott), 1955-ben és 1969-ben került sor.

## Lakossága
Sztrij lakossága 2017-ben 59 325 fő volt. Nemzetiségi összetétele a második világháború során és után jelentősen megváltozott. 1939-ben 34 ezernyi lakójából 28% volt ukrán, 34,5% lengyel, 35,6% zsidó és 1,6% német. 1959-ben a 36 800 sztriji 68%-a vallotta magát ukránnak, 30% orosznak és 2% egyéb nemzetiségűnek. A 2001-es népszámlálás során a 62 100 lakos 92,1%-a volt ukrán, 5,2% orosz, 0,5% lengyel és 0,3% belorusz. A város lakosainak többsége a görög katolikus vallást követi.

## Története

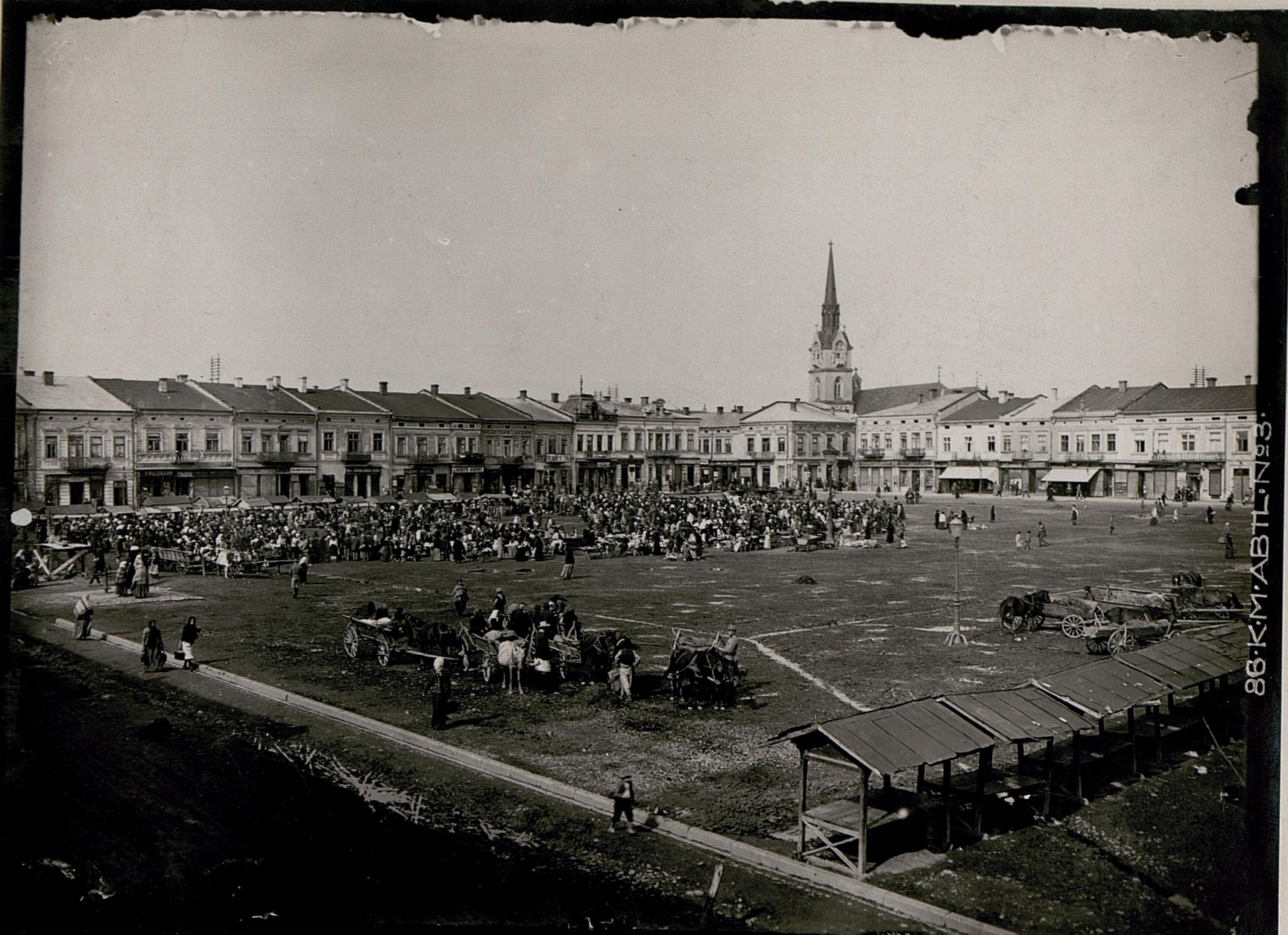
Sztrij 1914-ben

Sztrij első írásos említése 1385-ből származik, de ekkor már uradalmi központ volt, 1398-ban pedig sztaroszta székhelyéül szolgált. Jagelló király a 15. század elején fivérének, Švitrigailának adományozta, aki továbbadta unokatestvérének, Teodoras Liubartaitis szeverszki fejedelemnek. 1398-ban a várost a tatárok teljesen elpusztították, Jagelló ezért 1431-ben engedélyezte egy Zaklika Tarlo nevű lovagnak Sztrij újraalapítását és magdeburgi városjogot adományozott a településnek. A kiváltságokat IV. Kázmér 1460-ban megerősítette. A Munkács-Lemberg és a Kárpátok mentén futó kereskedőútvonalak kereszteződésében fekvő város gyorsan fejlődött, különösen Magyarországgal voltak erősek a kapcsolatai. 1523-ban a tatárok ismét kifosztották. A támadások elleni védekezés céljából épült meg a 16. században Sztrij vára, valamint a várost is töltéssel vették körbe. 1576-ban Báthory István lengyel király engedélyezte zsidók letelepedését és a keresztényekkel egyenjogúnak nyilvánította őket.
A Bohdan Hmelnickij vezette kozák felkelés során Sztrijt 1648-ban és 1652-ben is kifosztották és felgyújtották. 1657-ben a Lengyelországot megtámadó II. Rákóczi György itt találkozott kozák szövetségeseivel. 1699-ben ismét tatárok fosztották ki a várost, 1701-ben, 1708-ban, 1712-ben, 1738-ban és 1742-ben pedig tűzvész pusztította el egyes részeit (az utolsóban 40 ház égett le).
Lengyelország 1772-es első felosztása során Sztrij Ausztriához került. Ekkor lakosságát nagyjából egyforma arányban tették ki lengyelek, ukránok és zsidók. 1786-ban a várat kastéllyá építették át. Egy 1827-es tűzvésznek 96 ház esett áldozatául és a templom is megrongálódott. 1848-ban Galíciában is kitört a forradalom. Sztrijben ún. "orosz tanács" alakult a nemzeti kultúra fejlesztésére, de miután a lembergi felkelés elbukott, a sztriji bizottság is feloszlott. 1875-ben megépült a vasút, melyen a sztriji állomást fontos csomóponttá alakították ki. A gazdaság gyors fejlődésnek indult, vaskohó, olajkitermelésnél használt gépeket gyártó üzem létesült és itt volt a Kárpátokban kitermelt fa feldolgozásának egyik központja is. 1886-ban Sztrij történetének legnagyobb tűzvésze a város nagy részét elpusztította.    

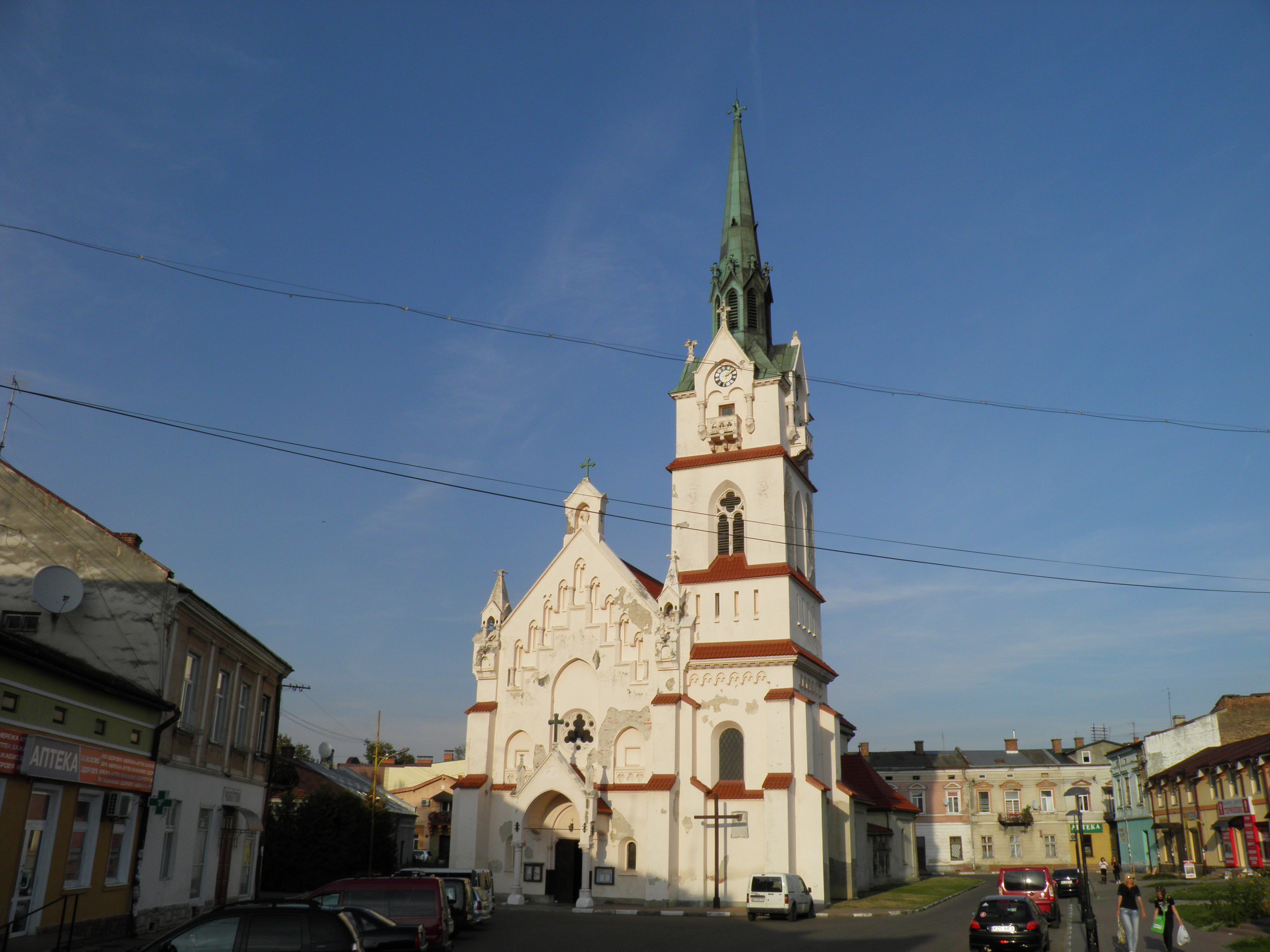
A római katolikus Szűz Mária születése templom

Az első világháború kitörésekor Galícában megalakult az ukrán Szics-lövészek légiója, amelybe Sztrijből is számosan jelentkeztek. Az összesen kb. tízezernyi önkéntesből az osztrák hatóságok egy 2500 fős egységet állítottak fel. 1914 októberében az előrenyomuló oroszok megszállták Sztrijt, melyet az osztrákok 1915 májusában visszavettek. A világháború végén a Monarchia szétesésével a Nyugat-Ukrajnai Népköztársaság vette át a hatalmat. Az ideiglenes államot felszámoló lengyel hadsereg 1919 májusában vonult be Sztrijbe.
A második világháború kezdetén a Lengyelország keleti felébe benyomuló szovjet hadsereg 1939. szeptember 22-én szállta meg Sztrijt. 1941 júniusában a náci Németország megtámadta a Szovjetuniót; a német csapatok 1941. július 2-án vonultak be a városba. A zsidó lakosság egy részét a belzeci haláltáborba szállították, a többieket gettóba zárták. A sztriji gettót 1943 szeptemberében számolták fel, lakóit kivégezték vagy kényszermunkára hurcolták. A Vörös Hadsereg 1944. augusztus 5-én űzte ki a németeket.
A háború után a lengyel lakosságot Kelet-Lengyelországba deportálták. Sztrij gazdasága gyors fejlődésnek indult, 1961-ben 22 vállalat működött a városban.
1990. március 14-én a még a Szovjetunió fennállása alatt az ukrán városok közül először Sztrijben tűzték ki a kék-sárga ukrán nemzeti zászlót. 1990 szeptemberében átnevezték a Leninről elnevezett tereket és utcákat, lebontottak néhány szovjet emlékművet. 2014 februárjában lebontották a szovjet katonák emlékművét.

## Gazdaság

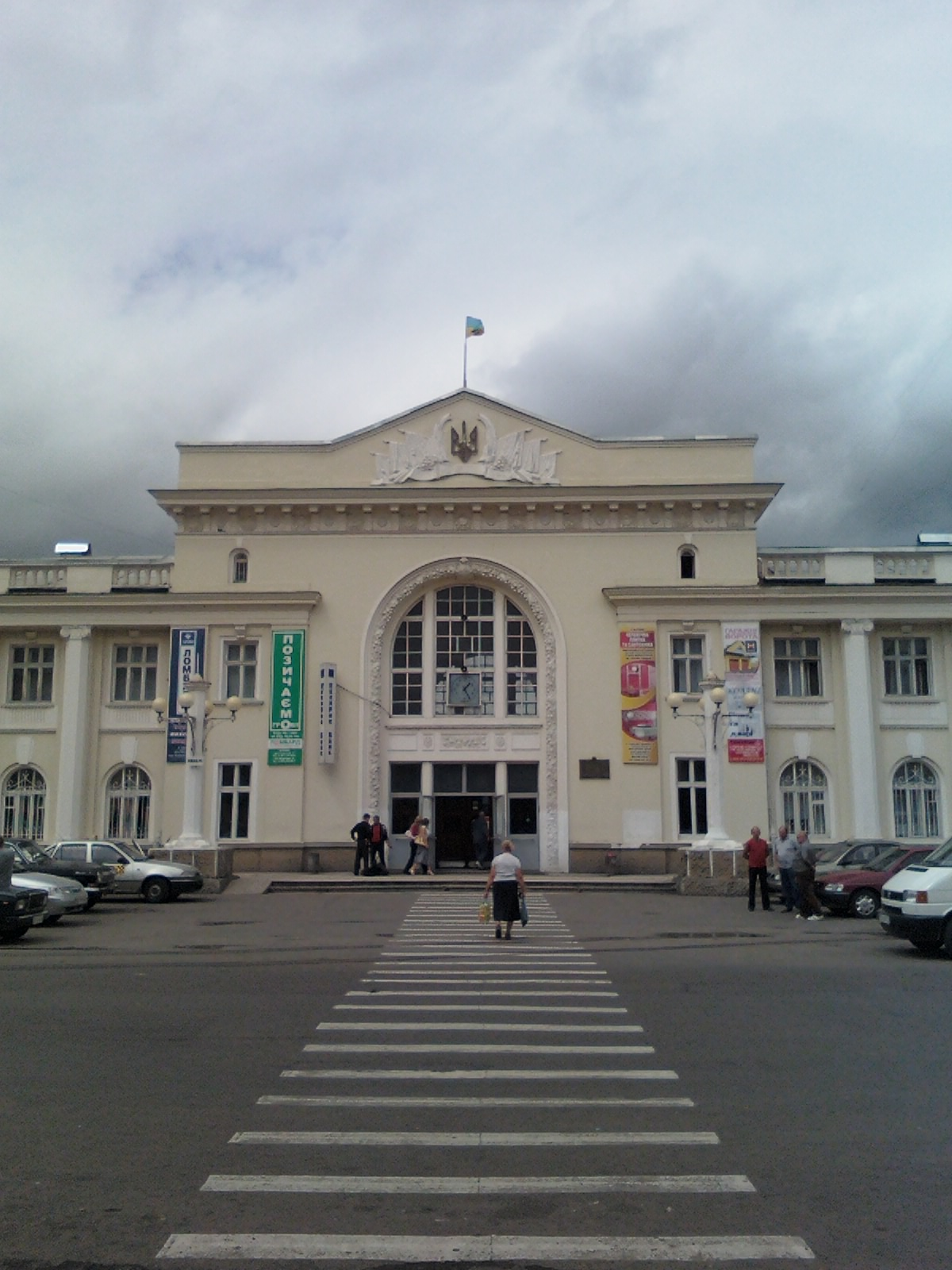
Sztrij vasútállomása

Sztrij a Lvivi terület egyik ipari centruma. Az ország függetlensége után gazdasága sokáig visszaesőben volt, de 1999-ben a trend megfordult. 2003-ban a német Leoni AG 50 millió eurós befektetéssel üzemet létesített a városban, amelyben autókba szerelt kábeleket készítenek. A helyi gazdaság főbb ágazatai, a gépgyártás, fémfeldolgozás, fafeldolgozás, könnyűipar, élelmiszeripar, nyomdaipar és építőanyaggyártás.

### Közlekedés
Sztrij fontos közúti és vasúti csomópont. Itt van a végpontja a M12 autópályának (Sztrij-Znamjanka) és az N10 (Sztrij-Chișinău) országos autóútnak, áthalad rajta az M6 autópálya (Kijev-Csap) valamint az európai E50 (Brest-Mahacskala) és E471 (Lviv-Munkács) autóutak. Áthalad rajta a Csap–Bátyú–Munkács–Lviv-vasútvonal; pályaudvaráról közvetlen járatokkal elérhető Prága, Bécs, Belgrád, Zágráb vagy Velence.
A várostól 4 km-re délnyugatra található a volt katonai repülőtér, amely minden repülőgéptípus fogadására alkalmas. A tömegközlekedés fő eszközei az adott útvonalon járó minibuszok.

## Oktatás
Sztrijben 13 középfokú oktatást nyújtó iskola létezik, közülük az egyik ukrán-angol két tannyelvű iskola. A felsőfokú oktatási intézmények közül itt található a Lvivi Műszaki Egyetem közgazdasági és informatikai tanszékének sztriji kirendeltsége, a Lvivi Mezőgazdasági Egyetem sztriji tagozata, három szakközépiskola és egy művészeti líceum.

## Látnivalók
- a Verhovina várostörténeti múzeum

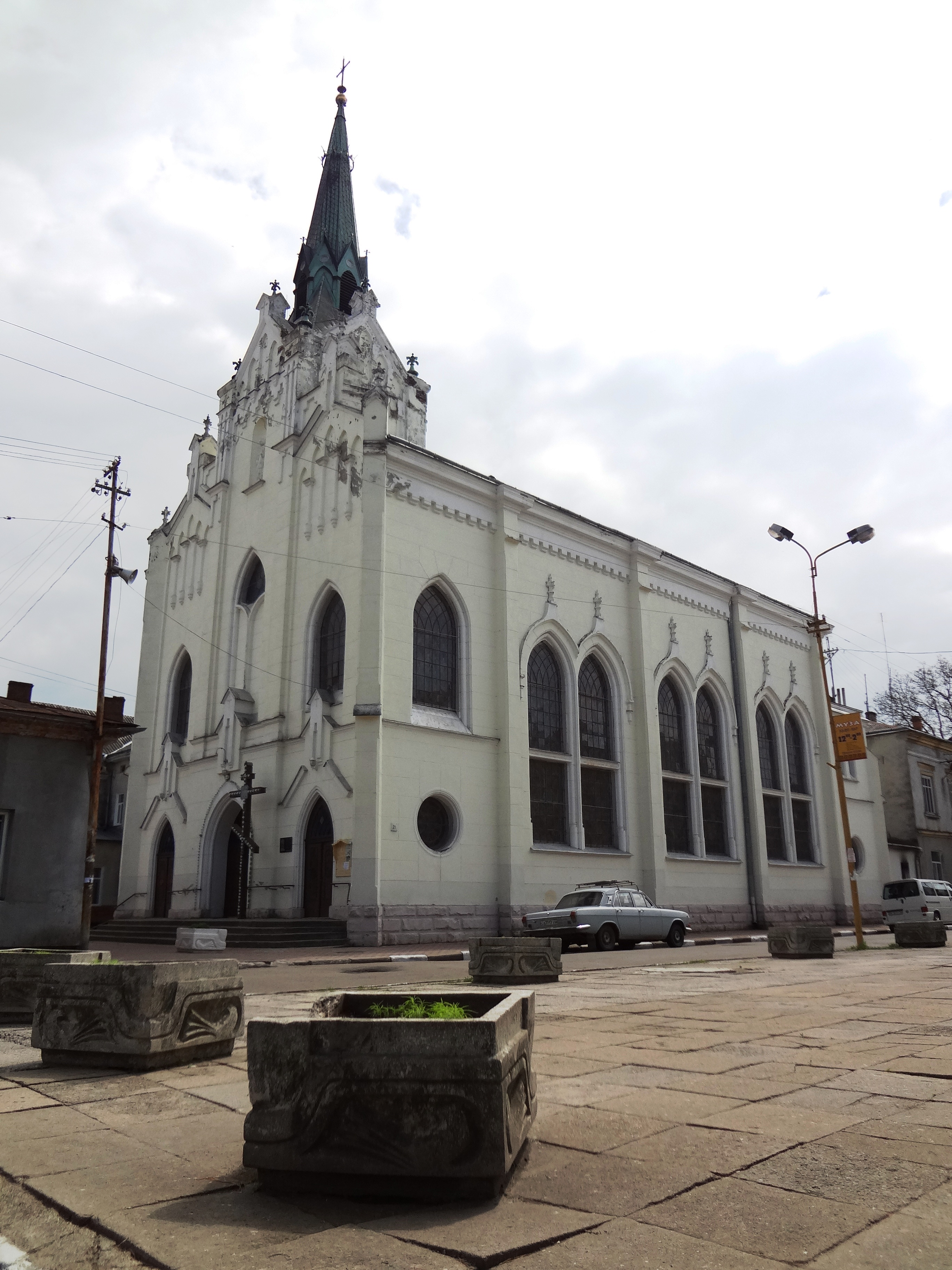
A pravoszláv Szt. Mihály-templom

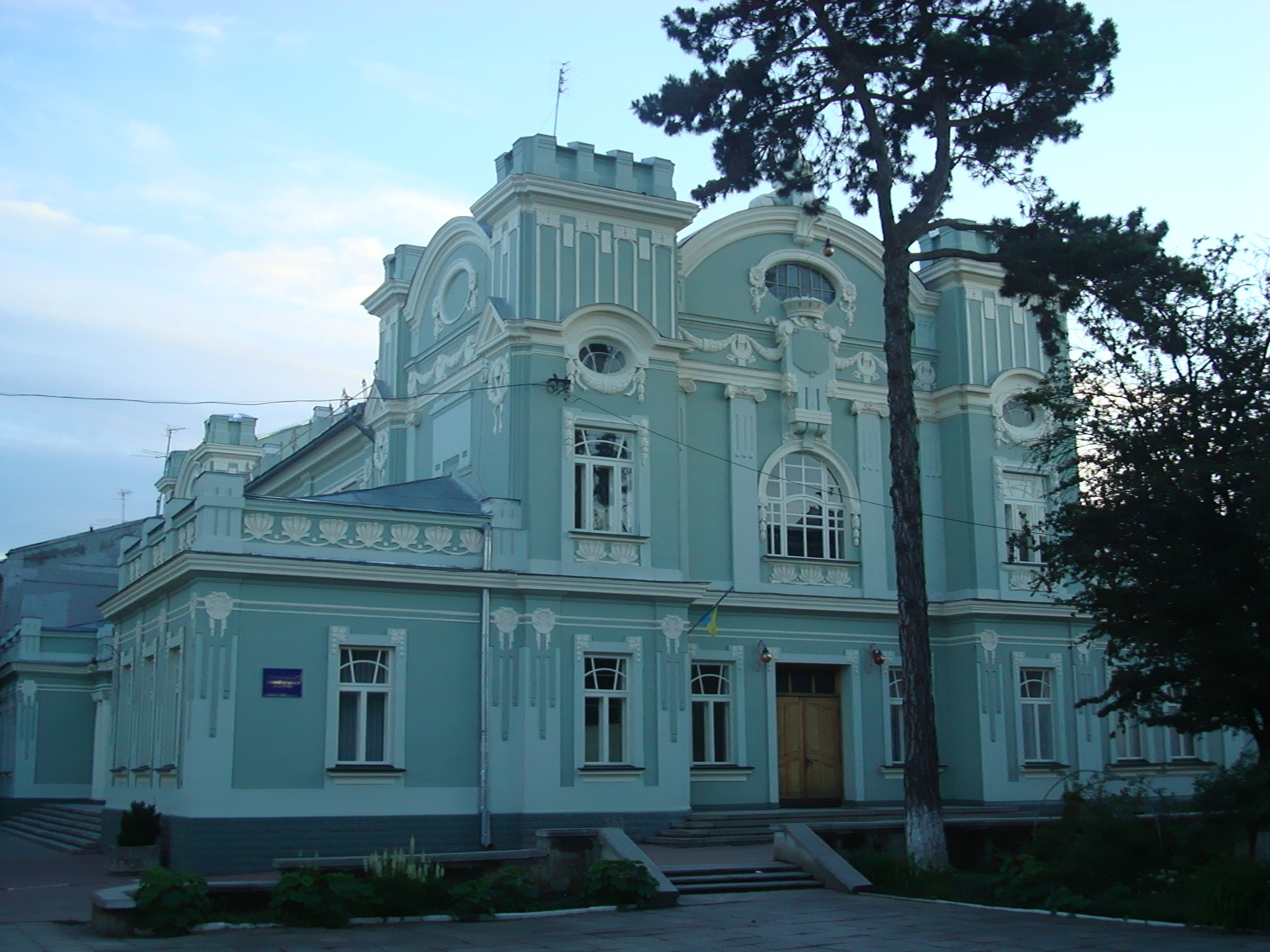
A városi kultúrház

- a Sztepan Bandera-múzeum (abban az épületben ahol Bandera 1919-1928 között lakott, tanulmányai idején)
- a neves festő, Petro Obal múzeuma
- a kárpáti méhészet múzeuma
- az afganisztáni háború múzeuma
- a római katolikus Szűz Mária születése templomot 1425-ben alapították, azóta több alkalommal leégett, utoljára 1886-ban, amikor teljesen újjá kellett építeni
- az ukrán pravoszláv egyház Szent Mihály-temploma 1904-ben épült neogótikus stílusban
- a Nép Háza (kultúrház, épült 1901-ben)
- a városi kultúrház (1906)
- a Tarasz Sevcsenko–Ivan Franko–Leszja Ukrajinka hármas emlékmű a Függetlenség terén

## Sport
A város futballcsapata, a Szkala az ukrán másodosztályban játszik. Otthona a Szokil stadion.

## Híres sztrijiek

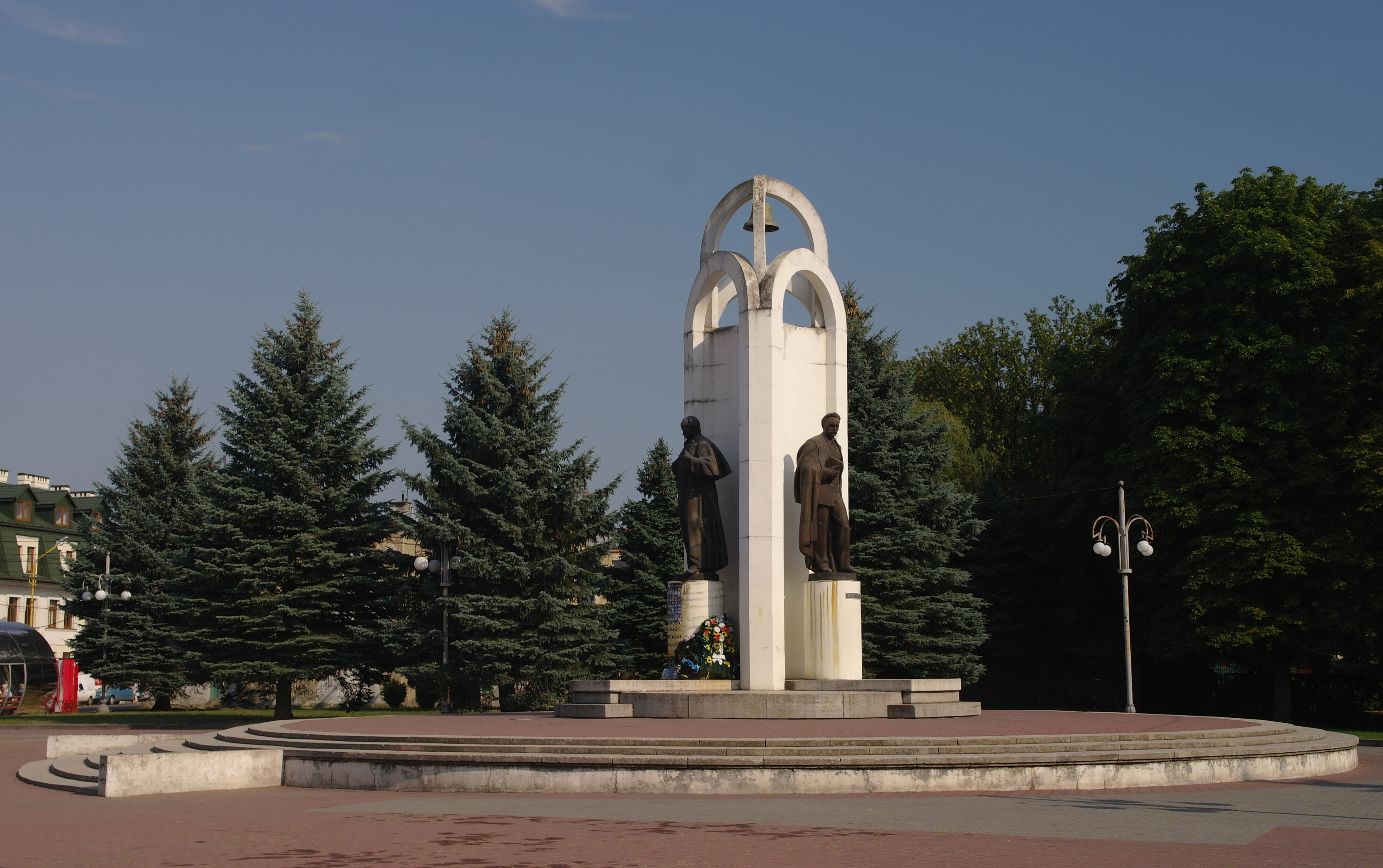
A Sevcsenko–Franko–Ukrajinka hármas emlékmű

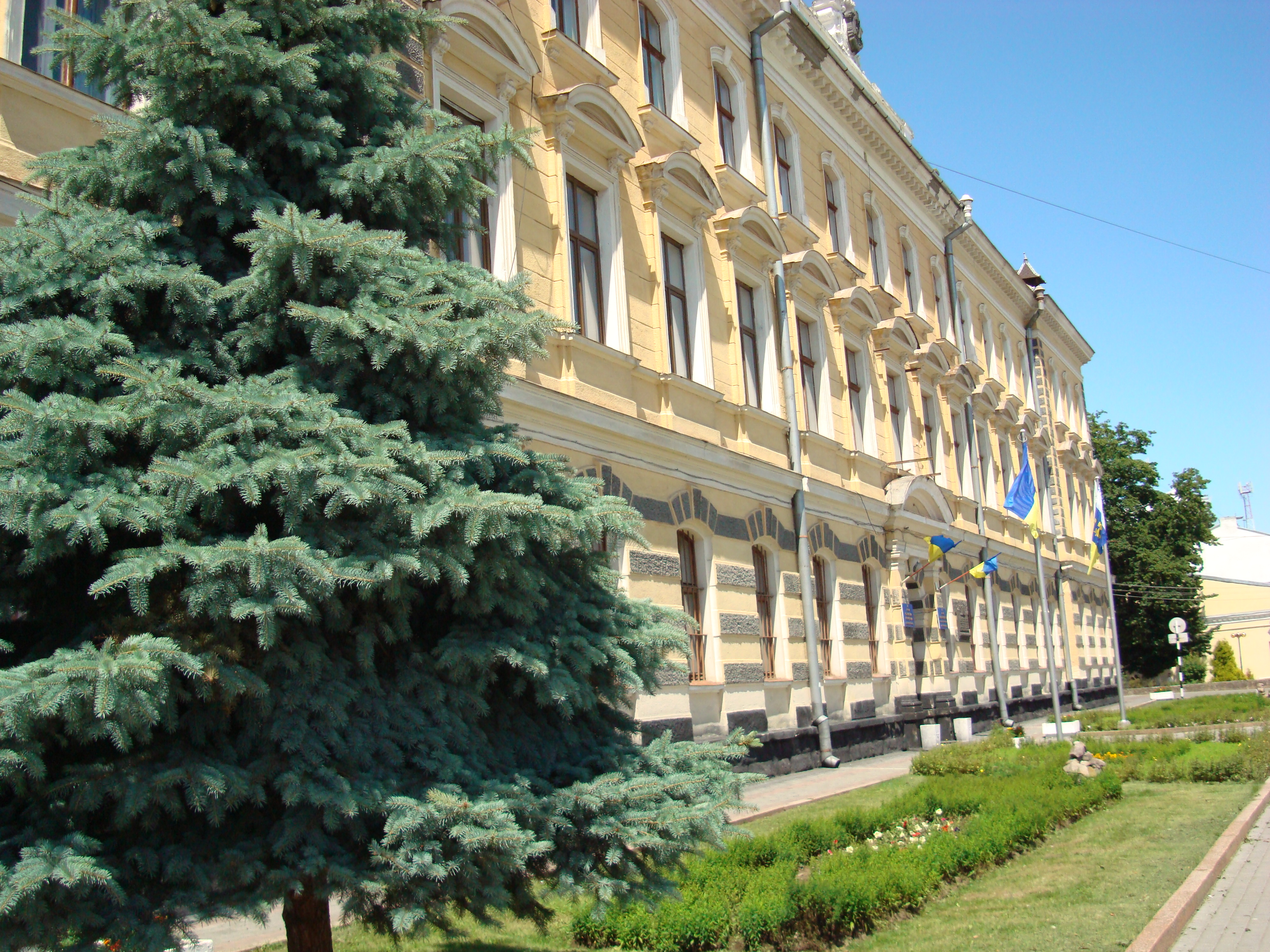
A városháza

- Julia Brystiger (1902–1975) lengyel kommunista politikus, a foglyok szadista kínzásáról ismert
- Solomon J. Buchsbaum (1929–1993) lengyel-amerikai fizikus, Ronald Reagan és George Bush tudományos tanácsadója
- Zygmunt Wojciechowski (1900–1955) lengyel történész, nacionalista politikus
- Józef Koffler (1896–1944) lengyel zeneszerző
- Zbigniew Messner (1929–2014) lengyel politikus, miniszterelnök
- Kazimierz Nowak (1897–1937) lengyel utazó, újságíró
- Filaret Kolessza (1871–1947) ukrán néprajzkutató, zeneszerző
- Kornel Makuszyński (1884–1953) lengyel író, költő
- Louis Begley (1933) lengyel-amerikai író
- Marija Muzicsuk (1992) ukrán sakkozó
- Szvjatoszlav Sevcsuk (1970) az ukrán görögkatolikus egyház feje
- Igor Tenyuh (1958) tengernagy, egy hónapig védelmi miniszter 2014-ben

## Testvérvárosok
- Nowy Sącz (Lengyelország)
- Leszno (Lengyelország)
- Zakopane (Lengyelország)
- Zbąszynek (Lengyelország)
- Bălți (Moldova)
- Düren (Németország)
- Daugavpils (Lettország)
- Kiskunhalas (Magyarország)
- Gradačac (Bosznia-Hercegovina)
- Mansfield (Egyesült Királyság)
- Les Herbiers (Franciaország)
- Vegreville (Kanada)

## Fordítás
- Ez a szócikk részben vagy egészben  a(z)   Стрий című ukrán Wikipédia-szócikk ezen változatának fordításán alapul.  Az eredeti cikk szerkesztőit annak laptörténete sorolja fel. Ez a jelzés csupán a megfogalmazás eredetét és a szerzői jogokat jelzi, nem szolgál a cikkben szereplő információk forrásmegjelöléseként.